# Weißbürzel-Lappenschnäpper

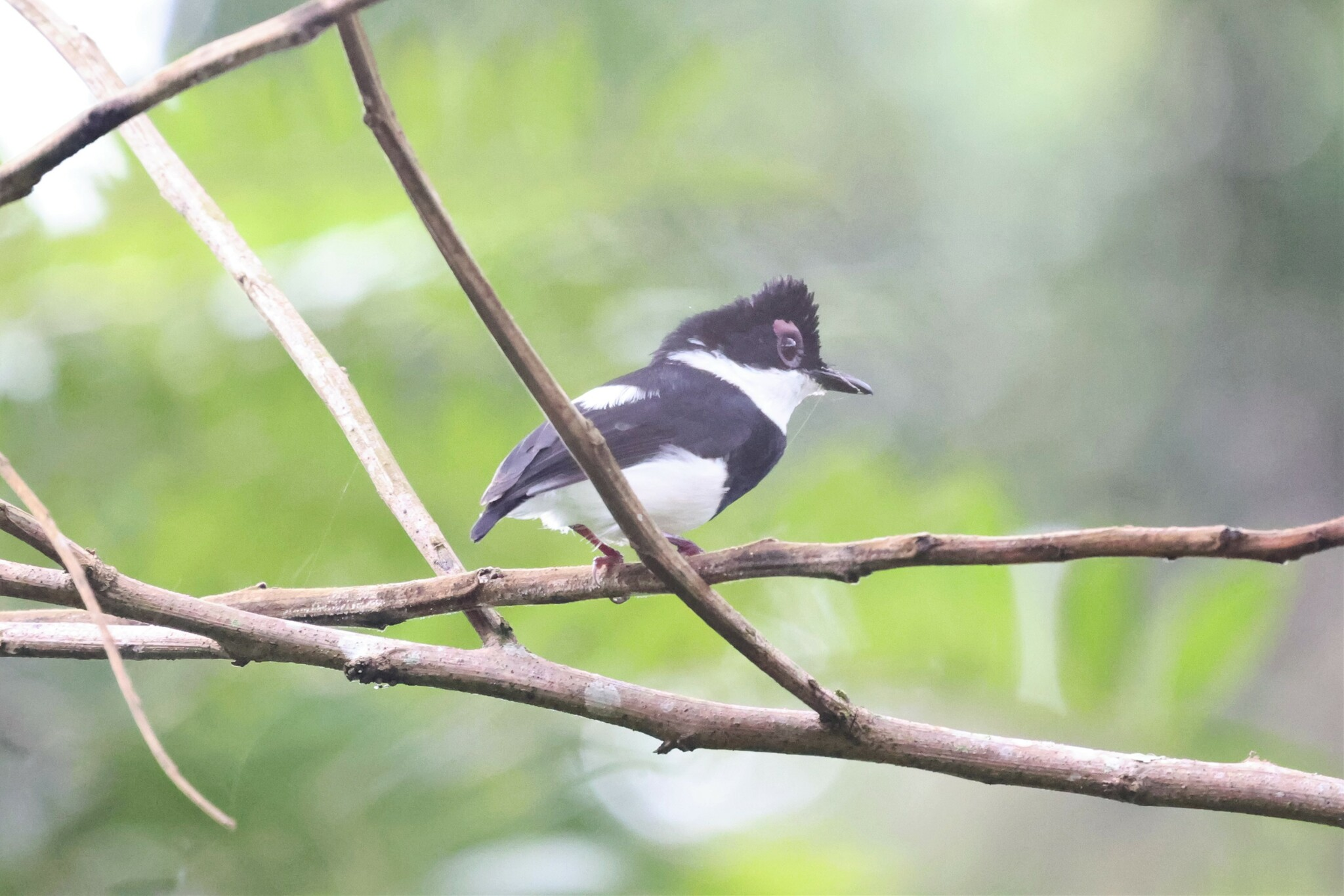
Männlicher Weißbürzel-Lappenschnäpper

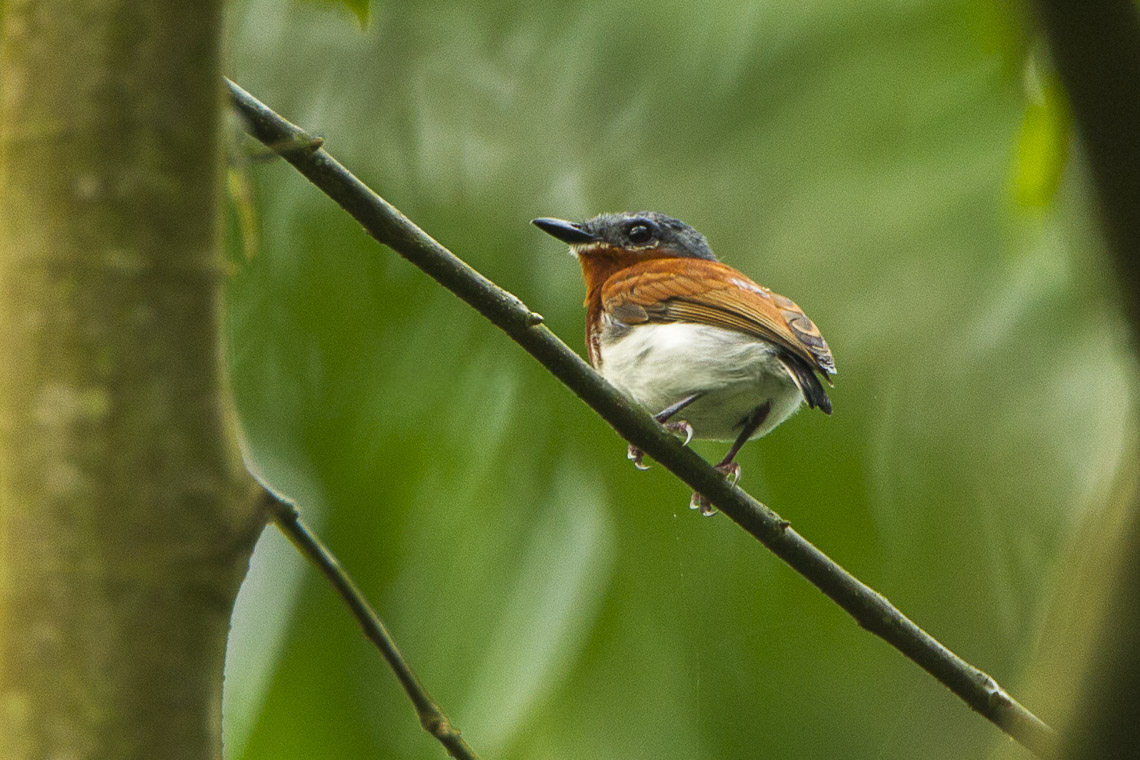
Weiblicher Weißbürzel-Lappenschnäpper

Der Weißbürzel-Lappenschnäpper (Platysteira castanea, Syn. Dyaphorophyia castanea) ist ein Vogel aus der Familie der Afrikaschnäpper (Platysteiridae).
Die Art wurde als konspezifisch mit dem Halsband-Lappenschnäpper (Platysteira hormophora) angesehen.
Er kommt in Subsahara-Afrika vor in Äquatorialguinea, Angola, Gabun, Kamerun, im Kongobecken (in der Demokratischen Republik Kongo, der Republik Kongo, der Zentralafrikanischen Republik), in Kenia, Nigeria, Sambia, Südsudan, Tansania und Uganda.
Das Verbreitungsgebiet umfasst tropischen oder subtropischen Primär- und Sekundärwald, überflutete Waldgebiete, Sumpfgebiete und feuchte Savannen, Bauminseln, verlassene Plantagen, auch dichten Galeriewald von 700 bis 1800 m Höhe.
Die Art ist ein Standvogel.
Das Artepitheton kommt von altgriechisch κάστανον kastanon, deutsch ‚kastanienfarben‘.

## Aussehen
Die Art ist 10 cm groß und wiegt 11–22 g, ein sehr kleiner, plumper, fast schwanzlos wirkender Lappenschnäpper mit purpurfarbenem Überaugenlappen und deutlichem Sexualdimorphismus. Das Männchen ist hauptsächlich schwarz mit bläulichem Schimmer auf der Oberseite, hat einen kleinen weißen Überaugenfleck und einzelne weiße Federspitzen an den Flügeln. Der Bürzel und die Unterseite sind weiß bis auf ein breites schwarzes Brustband. Die Iris ist kastanienbraun oder dunkelrot, Schnabel und Schwanz sind schwarz, die Beine purpurrot, die Krallen grau. Das Weibchen ist leuchtend kastanienbraun mit grauem Kopf, Scheitel und Nacken, weißem Kinn, aber ab der unteren Brust weißlich-grün. Die Flugfedern sind dunkelbraun mit kastanienbraunen Rändern. Jungvögel sind grau und blass kastanienfarben an Hals und Brustband, der Kopf ist braun, die Kehle gefleckt bräunlich, der Überaugenlappen fehlt noch.
Vom sehr ähnlichen Weißbrauen-Lappenschnäpper (Platysteira tonsa) unterscheidet die Art sich durch den größeren, bis weiter nach hinten reichenden Überaugenlappen.

## Stimme
Der Ruf des Männchens wird als sehr variabel beschrieben, beispielsweise als pee-pee-pee oder tonk-tonk-tonk, gok oder „gogok“, auch als monotone Folge von „tuck“ Lauten. Die Lautäußerungen erinnern an den Rotbürzel-Bartvogel (Pogoniulus atroflavus) und ist schneller als beim Weißbrauen-Lappenschnäpper.
Die Art ist monotypisch.

## Lebensweise
Die Nahrung besteht aus Gliederfüßern, Beerenobst, anderen kleinen Früchten und Pflanzensamen, die in allen Bewuchshöhen gesucht werden, während der Brutzeit eher bodennäher. Die Art ist häufig in gemischten Jagdgemeinschaften zu finden, tritt in der Regel paarweise oder in kleinen Familiengruppen auf.

## Fortpflanzung
Die Brutzeit ist regional unterschiedlich, hauptsächlich zwischen September – Oktober und Januar – Februar in Gabun, in der Demokratischen Republik Kongo Februar bis November. Die Art ist standorttreu und monogam, manchmal gibt es Bruthelfer. Das Nest ist ziemlich klein, Innendurchmesser 41–42 mm, dicht mit Spinnenweben zusammengehalten in 1 bis 16 m Höhe an einem Astende unter großen Blättern verborgen.
Das Gelege besteht aus 1–2 blauen oder blass grünlichen Eiern mit kleinen farbigen Markierungen. Beide Altvögel brüten über 17 Tage, die Nestlinge werden von beiden gefüttert. Die Nachkommen bleiben bis zu 2 Jahren in der Familiengruppe.
In Gabun kommt Parasitismus durch den Smaragdkuckuck (Chrysococcyx cupreus) vor.

## Gefährdungssituation
Der Bestand gilt als nicht gefährdet (Least Concern).